# Thamnodynastes ramonriveroi
Espèce
Thamnodynastes ramonriveroi  est une espèce de serpents de la famille des Dipsadidae.

## Répartition
Cette espèce se rencontre :
- au Venezuela dans le massif de Turimiquire ;
- au Suriname ;
- au Guyana ;
- au Brésil.

## Étymologie
Cette espèce est nommée en l'honneur de Ramón A. Rivero.

## Publication originale
- Manzanilla & Sánchez, 2005 : Una nueva especie de Thamnodynastes (Serpentes: Colubridae) del macizo del Turimiquire, noreste de Venezuela. Memorias de la Fundación La Salle de Ciencias Naturales, no 161-162, p. 61-75.